# 城关镇 (襄城县)
城关镇，是中华人民共和国河南省许昌市襄城县下辖的一个乡镇级行政单位。

## 行政区划
城关镇下辖以下地区：
北大街社区、西大街社区、南大街社区、河东街社区、民主街社区、东大街社区、北关街社区、河西村、回民村、安庄村、上徐村、东关村、石羊街村和南坛村。